# Haplopappus donianus
Haplopappus donianus là một loài thực vật có hoa trong họ Cúc. Loài này được (Hook. & Arn.) Schultz & Bip. ex Reiche mô tả khoa học đầu tiên năm 1901.